# Philygria cedercreutzi
Philygria cedercreutzi är en tvåvingeart som beskrevs av Frey 1945. Philygria cedercreutzi ingår i släktet Philygria och familjen vattenflugor. Inga underarter finns listade i Catalogue of Life.